# Biczowanie Chrystusa (obraz Caravaggia)
Biczowanie Chrystusa – dwa obrazy włoskiego malarza Caravaggia.
Motyw biczowania Chrystusa pochodzi z Nowego Testamentu i został opisany przez trzy ewangelie: Mateusza, Marka i Jana. Epizod przedstawiany był również pod innymi nazwami – Koronowanie cierniem lub Naigrywanie. Opisywane wydarzenia rozegrały się w poranek Wielkiego Piątku, już po skazaniu Jezusa przez Piłata. Wielu malarzy ten etap Męki Pańskiej przedstawiało w formie cyklu lub wybierało poszczególne epizody. Najczęściej było to biczowanie lub koronowanie cierniem i Chrystus przy słupie. Rzadziej przedstawiano sceny bicia, policzkowania czy wyszydzania.

## Historia i opis obrazu
Caravaggio namalował kilka obrazów nawiązujących do wydarzeń Wielkanocnych. W latach 1602–1603 powstało Złożenie do grobu, a w 1605 Ecce Homo. W 1607 powstał jeszcze jeden obraz Cierniem koronowanie.

Obrazy przedstawiające biczowanie Chrystusa pochodzą z tego samego okresu i powstały podczas pierwszego pobytu malarza w Neapolu. Zostały namalowane na zlecenie neapolitańczyka Tommasa Franchiego do kaplicy w kościele San Domenico Maggiore w Neapolu. Dzieła nawiązują do własnych przeżyć autora dotyczących okresu rzymskiego. Według włoskiego historyka sztuki Roberta Longhiego jest to jeden z najbardziej wzruszających obrazów: 

Bezgraniczne poświęcenie zmagające się z bezgraniczną brutalnością w dramatycznej walce, będzie można odnaleźć w dziełach Rembrandta jakieś trzydzieści lat później

Epizod biczowania Caravaggio przedstawił na tle pustej sali z jedną kolumną pośrodku. Postać Chrystusa otaczają trzej oprawcy (wersja z Neapolu), odtworzeni w realistyczny, charakterystyczny dla artysty sposób. Twarz Jezusa, choć cierpiąca, przepełniona jest szlachetnością i kontrastuje z brutalną mimiką jednego z katów. Światło było jednym z podstawowych narzędzi Caravaggia, a jego efekty światłocieniowe nadawały postaciom i scenom swoistej wyrazistości. W Biczowaniu światło pada z lewej strony i uwypukla poszczególne elementy i detale. Z anatomiczną precyzją ukazane zostały ramię pochylającego się oprawcy oraz bark mężczyzny podtrzymującego Jezusa. Caravaggio wykorzystał również kolory dla skontrastowania czystej bieli płótna okrywającego biodro Jezusa z brudną białą koszulą i brązową szatą oprawcy.
Obraz i przedstawione postacie nawiązują do wcześniejszych dzieł malarza, m.in. do Męczeństwa św. Mateusza lub do motywu z Ostrzącego noże z Museo Archeologico we Florencji.

## Motyw biczowania u innych malarzy

### Chrystus przy kolumnie
Sceny wielkanocne należały do najczęściej malowanych motywów przez malarzy wszystkich epok. Malarze ci przedstawiali też moment bezpośrednio poprzedzający wymierzenie kary: Chrystusa stojącego przy słupie. Chwilę przygotowania Jezusa uwiecznił m.in. Donato Bramante. Postać Chrystusa ozdobiona jest już koroną cierniową i przywiązana do słupa. Odsłonięty tors nie jest jeszcze skalany ranami po biczowaniu. Na twarzy widoczne jest cierpienie Jezusa, a umięśnione ciało, zaznaczone ściągniętym sznurem na muskułach u lewej ręki, mówi o sile i gotowości do złożenia siebie w ofierze, by zbawić świat. Sposób ujęcia sceny odbiega od przyjętego stereotypu. Nie ma na nim postaci towarzyszących, a w lewym górnym rogu widoczny jest przez otwarte okno pejzaż zasłonięty częściowo przez wazę stojącą na parapecie. Obraz w 1915 trafił do Pinakoteki Brera. Wcześniej znajdował się w opactwie Chiaravalle w okolicy Mediolanu, w kościele na ołtarzu w drugiej kaplicy prawego ramienia transeptu. Po raz pierwszy dzieło było wspomniane w traktacie Giovanniego Paola Lomazzo z 1590 jako dzieło Bramantego.
Inne środki wyrazu w przedstawieniu Chrystusa przy słupie zastosował caravaggionista Giovanni Battista Caracciolo (Battistello). Wpływy Caravaggia na jego obrazie widoczne są na pierwszy rzut oka. Postać Jezusa i oprawcy oświetlone są częściowo, przy czym widoczna jest jedynie cierpiąca twarz Mesjasza i muskularne plecy kata. Obraz bezpośrednio nawiązuje do Biczowania Chrystusa, które było jego pierwowzorem. Battistello zamiast trzech umieścił tylko jednego oprawcę. Kolumna stanowi u niego mało ważny element i jest prawie niewidoczna, podczas gdy u Caravaggia pełni ona ważną rolę kompozycyjną.

### Biczowanie
Do ciekawszych obrazów przedstawiających samo biczowanie należy obraz stworzony przez Lukę Signorelliego w latach 1475–1480. Został namalowany na desce topolowej i wraz z Matką Boską karmiącą pierwotnie stanowił część drewnianego sztandaru procesyjnego. Obraz nawiązywał do obowiązku biczowania się bractwa dei Raccomandati, dla którego został prawdopodobnie wykonany. Jest to pierwszy obraz Signorelliego, na którym umieścił on swoją sygnaturę: Opus Luce Cortonensis („dzieło Łukasza z Cortony”).
Biczowanie malowali również m.in. Antoon van Dyck, William-Adolphe Bouguereau i Jacopo Tintoretto (1585–1590).